# Pidhat, Mostîska
Pidhat (în ucraineană Підгать) este un sat în comuna Hostînțeve din raionul Mostîska, regiunea Liov, Ucraina.

## Demografie
Componența lingvistică a localității Pidhat
     Ucraineană (100%)
Conform recensământului din 2001, toată populația localității Pidhat era vorbitoare de ucraineană (100%).